# Келлер, Иван
Иван Луи Келлер (фр. Yvan Louis Keller, 13 декабря 1960, Мюлуз, Франция — 22 сентября 2006, там же), известный как «Подушечный убийца» — французский серийный убийца, грабитель и вор. С 1992 по 2000 год совершил, по его словам, не менее 150 убийств пожилых женщин во Франции, Германии и Швейцарии с целью ограбления. Однако его обвиняли только в 23 убийствах пожилых женщин и множествах краж со взломом во Франции. Совершил самоубийство через 2 дня после ареста.

## Биография
Родился 13 декабря 1960 в Виттенеме, Верхний Рейн. Был самым младшим ребёнком в семье из 9 детей. Родители — оседлые путешественники, изготовители корзин. Его мать умерла в возрасте 49 лет, а отец заставлял детей воровать, чтобы выжить. В подростковом возрасте он склоняется к кражам велосипедов и мелким кражам. Его очень много раз подозревали в серии краж со взломом. В 1982 году его арестовывают за жестокое ограбление и, приговором суда, лишают свободы на 10 лет. Вышел на свободу в 1989 году. Любил путешествовать, был во многих странах Европы и за Европой: Куба, Австрия, Германия и другие. Деньги и добычу с краж очень часто тратил на казино.

### Убийства
С 1992 по 2000 год Келлер совершил 23 на данный момент доказанных убийств пожилых женщин. Он проникал в дома своих спящих жертв и с помощью подушки перекрывал рот жертвы. Врачи фиксировали естественную смерть.

### Доносы преступника, арест и следствие
В 1993 году, один из помощников Келлера в ограблениях, Франсуа де Николло, узнал, что Келлер не только грабитель, но и убийца, поэтому выдал его полиции. Он об этом узнал после того, как подвозил Келлера к дому одной пожилой женщины с целью кражи со взломом, преступник поделил добычу с сообщником, но на следующий день помощник узнаёт, что женщина из того дома мертва. Но Франсуа имел репутацию мифомана и выдумщика, поэтому его доносы не восприняли всерьёз.
24 июня 2003 года Пьер Келлер выдаёт своего брата как грабителя и убийцу. Следователи связали этот донос с доносом Франсуа де Николло. Они провели слежку за Келлером, допросили соседей, те хорошо отозвались о Келлере: тот был отзывчив, ласков, любил животных. Следователи установили, что Келлер и его партнерша Северин ведут «двойную» жизнь: они регулярно проводят выходные в роскошных отелях и ресторанах за пределами Эльзаса и играют на крупные суммы в казино и на скачках.
20 сентября 2006 года его арестовали. Поначалу допросы никаких результатов не давали. Но, допросив членов его семьи, Келлера разоблачили. После разоблачения, преступник наконец сдался и признался, что действительно  совершал те убийства, в которых его подозревали. Келлер рассказал свой образ действия: используя свои путешествия как «профессию», он получал как можно больше информации о хозяев дома, проводил «разведку» домов. Целью для ограбления были дома, выглядящие ветхими и старыми, так как там часто жили изолированные пожилые люди, почти всегда женщины, которые не тратили свои сбережения на содержание дома. Келлеру была свойственна природная гибкость, поэтому он проникал в дома, карабкаясь по фасадам, желобам или пробираясь через вентиляционные отверстия. Преступления Келлер совершал только в тёмное время суток. Он не брал ценности, находящиеся на виду, так как родственники и следователи легко заметят пропажу этих вещей. Келлер брал забытые в подвале и на чердаке предметы и хватал драгоценности и сбережения, спрятанные в обычных тайниках (под матрасами, в стопках белья и т. д.), возвращая все на место, так что кража осталась незамеченной. 
Украденное и награбленное Келлер перепродавал перекупщикам.
Способ убийства Келлер назвал «усыплением»: преступник спящему в постели человеку закрывает рот тканью или полотенцем и зажимает нос, или берет подушку и держит ее над лицом человека.
По словам Келлера, он «усыпил» около 150 человек, и не только во Франции, но ещё и на территории Германии и Швейцарии, но первоначально Келлера обвинили только в 5 убийствах в Верхнем Рейне и Нижнем Рейне.

### Смерть
Во время допросов, Келлер потребовал себе одиночную камеру в обмен на показания. Воспользовавшись этим, 22 сентября 2006 года преступник повесился на шнурках.

### Дальнейшее расследование
В тот же день, 22 сентября, сообщнику Келлера Франсуа де Николло предъявили обвинение в соучастии в преступлениях Келлера, но его вина не была доказана следователями. 
В апреле 2007 года следователями была доказана причастность Келлера в сумме к 23 убийствам с 1991 по 2000 год, но преступник также подозревается в совершении 40 убийств.
В 2008 году Марина Пассан и Пьер Келлер были арестованы и обвинены в соучастии в преступлениях Келлера, но их причастность доказать не удалось. Позже по тем же обвинением был снова арестован и отпущен Франсуа де Николло.
Расследование и судебное разбирательство окончательно было прекращено 27 мая 2013 года.